# Abraxas germana
Abraxas germana är en fjärilsart som beskrevs av Swinhoe 1891. Abraxas germana ingår i släktet Abraxas och familjen mätare. Inga underarter finns listade i Catalogue of Life.